# Joe Wagner (astrónomo)
| (3045) Alois        | 8 de enero de 1984   |
| (3512) Eriepa       | 8 de enero de 1984   |
| (3562) Ignatius     | 8 de enero de 1984   |
| (3589) Loyola       | 8 de enero de 1984   |
| (5163) Vollmayr-Lee | 9 de octubre de 1983 |
| (13007) 1984 AU     | 8 de enero de 1984   |

Joe Wagner es un astrónomo estadounidense.

## Biografía
El Centro de Planetas Menores le reconoce el descubrimiento de seis asteroides, entre los años 1983 y 1984.